# Comté de Trego
Le comté de Trego est l’un des 105 comtés de l’État du Kansas, aux États-Unis.
Siège : WaKeeney.

## Géolocalisation
|               | Comté de Graham | Comté de Rooks |
| Comté de Gove | Comté de Trego  | Comté d’Ellis  |
|               | Comté de Ness   |                |